# CCR5

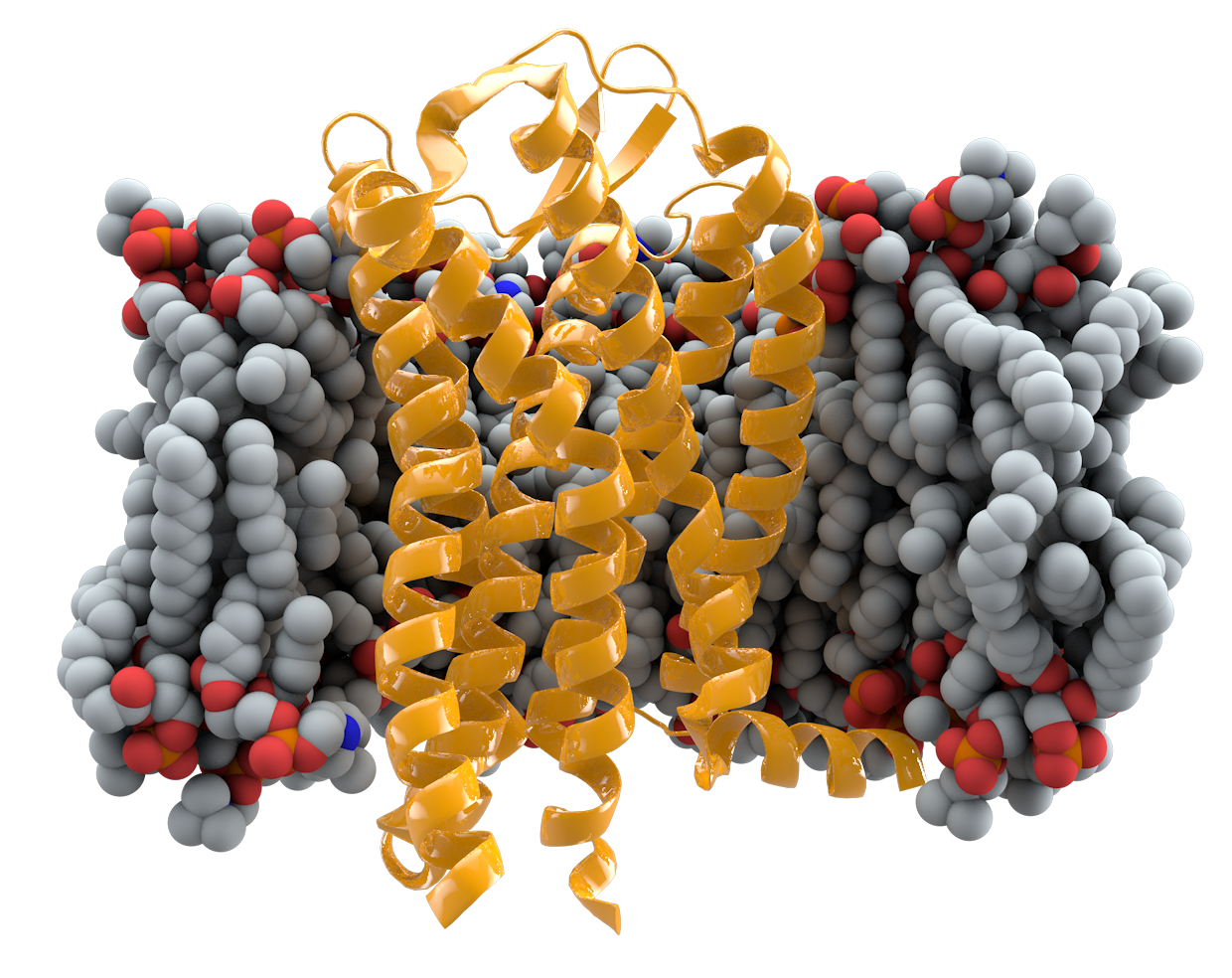
Model receptora CCR5 (żółty) zakotwiczonego w błonie komórkowej (szary)

Receptor C-C chemokin typu 5, CCR5, CD195 – białko kodowane u ludzi przez gen CCR5. CCR5 jest jednym z receptorów beta-chemokin, podobnym do receptorów sprzężonych z białkami G, i jak one będącym integralnym białkiem błonowym osadzonym w niej motywem siedmiu alfa helis.
U ludzi gen CCR5 jest położony na krótkim (p) ramieniu chromosomu 3 w pozycji 21. W niektórych populacjach występuje mutacja Delta 32, będąca delecją w obrębie genu CCR5 (CCR5-Δ32). Homozygotyczni nosiciele tej mutacji są odporni na zakażenia HIV-1.
Naturalne ligandy chemokinowe, które wiążą się z tym receptorem to RANTES, MIP-1α i MIP-1β. Gen CCR5 ulega ekspresji głównie w limfocytach T, makrofagach, komórkach dendrytycznych i w mikrogleju. CCR5 prawdopodobnie odgrywa ważną rolę w reakcji zapalnej na zakażenie. Jego funkcja w układzie immunologicznym zdrowego człowieka nie jest jednak znana.

## CCR5-Δ32
CCR5 występuje w wielu odmianach allelicznych. Jedną z nich jest mutacja CCR5-Δ32 (CCR5-D32, CCR5 delta 32), w której występuje delecja 32 par zasad powodująca powstanie niefunkcjonującego receptora, co zapobiega wejściu wirusa HIV do komórki. Dwie kopie tego allelu zapewniają silną ochronę przed zakażeniem wirusem HIV. Allel występuje u 5–14% Europejczyków, ale rzadko u Afrykanów i Azjatów.
W 2008 niemieccy lekarze ogłosili, że wykonali przeszczepienie szpiku kostnego od homozygotycznego pod względem allelu CCR5 Δ32 dawcy pacjentowi zakażonemu wirusem HIV i choremu na białaczkę. Po 600 dniach pacjent był wyleczony, a wirus HIV był niewykrywalny we krwi i zbadanych tkankach mózgu i odbytnicy. Przed przeszczepieniem wykryto u pacjenta również niski poziom odmiany X4 wirusa HIV, która nie wykorzystuje receptora CCR5 do infekcji komórek. Po przeszczepieniu ten typ wirusa HIV także nie został wykryty. Fakt ten jest jednak zgodny z obserwacjami, z których wynika, że komórki wykazujące ekspresję odmiany białka CCR5-Δ32 nie posiadają zarówno receptorów CCR5, jak i CXCR4 na swoich powierzchniach, tym samym dając odporność na szerszy zakres odmian wirusa HIV, w tym HIV X4.